# Mohernando
Mohernando ist eine zentralspanische Kleinstadt und eine Gemeinde mit 164 Einwohnern (Stand: 2024) in der Provinz Guadalajara in der Autonomen Gemeinschaft Kastilien-La Mancha. 

## Geografie
Mohernando befindet sich etwa 19 Kilometer nördlich von Guadalajara und etwa 59 Kilometer nordöstlich von Madrid in einer Höhe von ca. 775 m. 

## Bevölkerungsentwicklung
| Bevölkerung | Bevölkerung | Bevölkerung | Bevölkerung | Bevölkerung | Bevölkerung |
| 1970        | 1981        | 1991        | 2001        | 2011        | 2021        |
| ----------- | ----------- | ----------- | ----------- | ----------- | ----------- |
| 311         | 157         | 138         | 144         | 203         | 175         |

## Sehenswürdigkeiten
- Marienkirche (Iglesia de Nuestra Señora de la Luz Bella)
- Marienkapelle

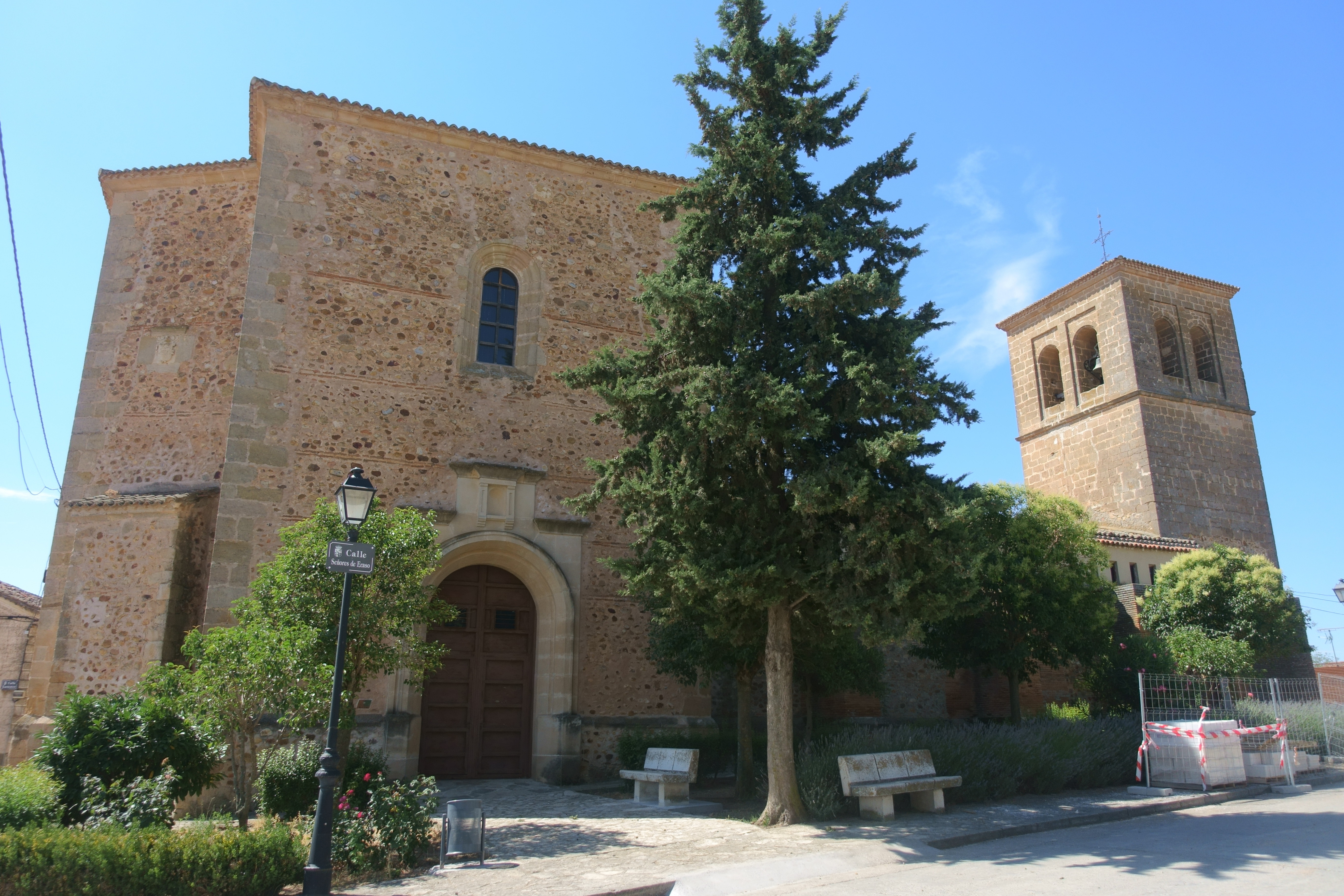
Marienkirche
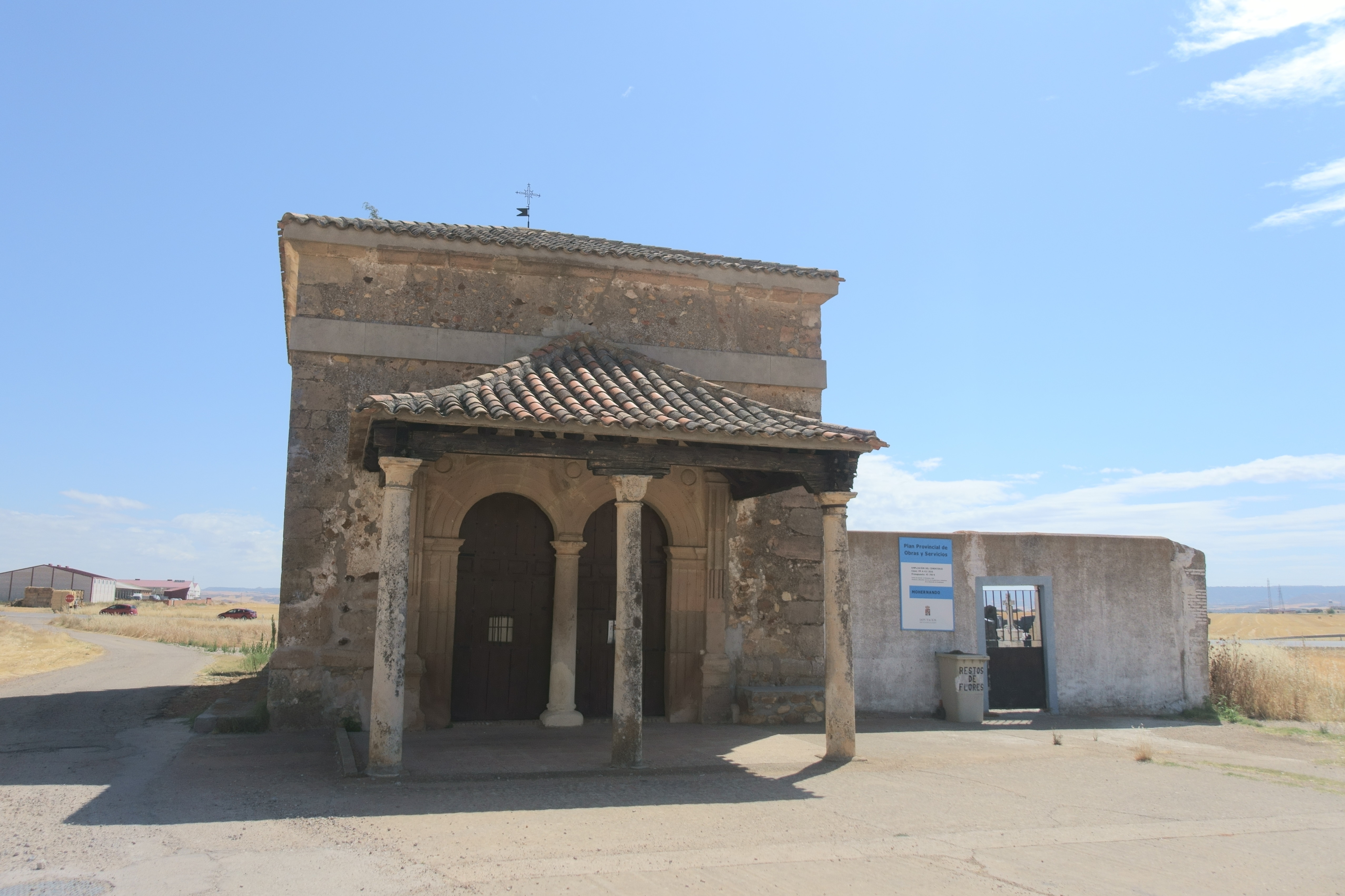
Marienkapelle
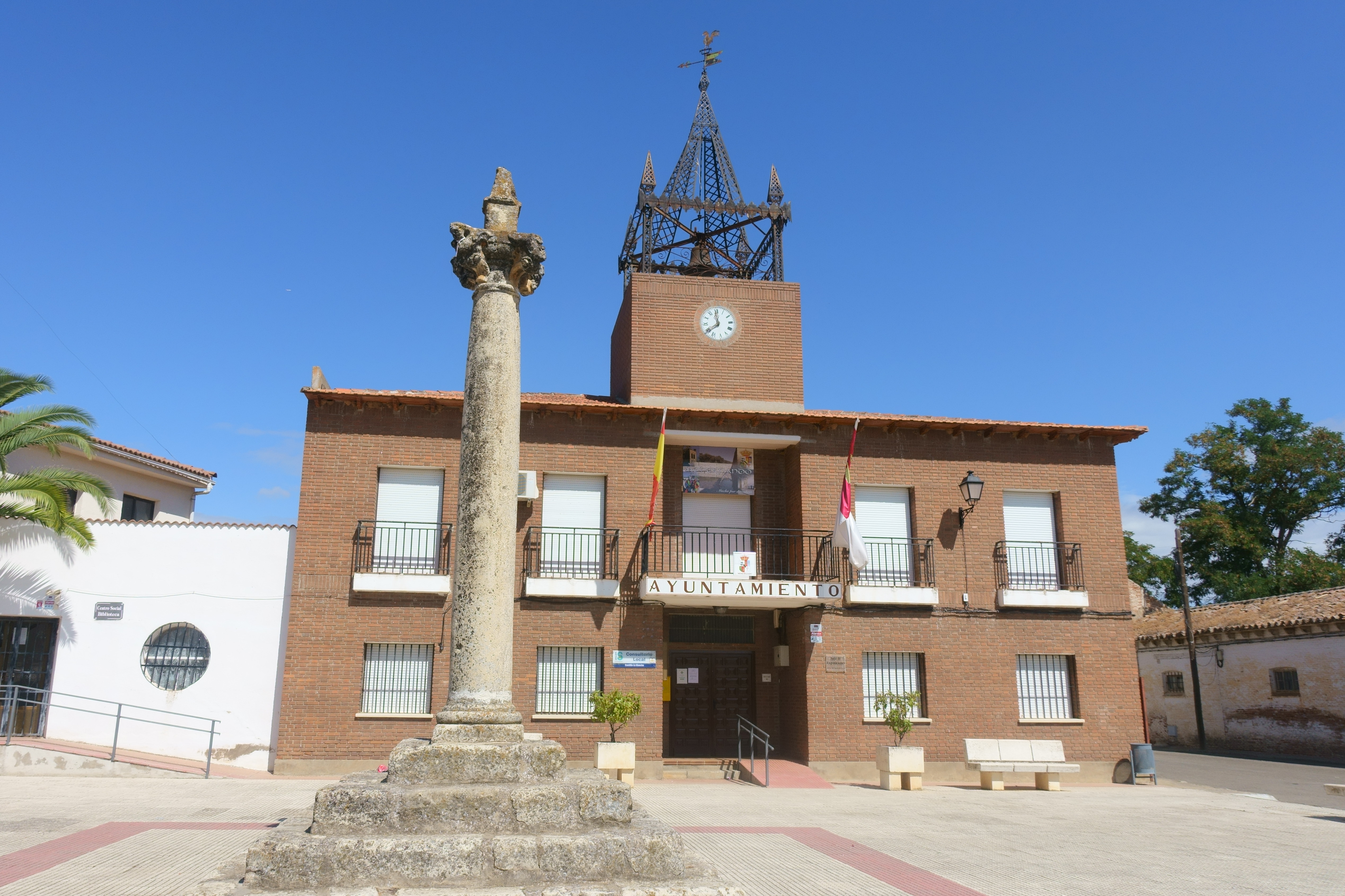
Rathaus